# ワンネス (曲)

「ワンネス」は、映画『ワンネス〜運命引き寄せの黄金律〜』（ワンネス　うんめいひきよせのおうごんりつ）の主題歌であり、星野聖良のデビューシングルである。

## 解説
「ワンネス」は、映画『ワンネス～運命引き寄せの黄金律～』のために書き下ろされた楽曲で、主題歌・挿入歌として使用される。
2014年6月27日に「ワンネス」「運命引き寄せの黄金律」「Believe in myself～自分を信じる～」の3曲がそれぞれダウンロードシングルとしてリリースされた。2015年1月23日より有線放送で流れはじめると、わずか4週間足らずの2016年2月20日には「運命引き寄せの黄金律」USENリクエスト J-POP HOT30 21位にランクイン、「Believe in myself～自分を信じる～」USENリクエスト J-POP HOT30 23位にランクインする。

## 収録曲
1. 「ワンネス」メインテーマソング [7:09]
（作詞：森田健 / 作曲：石水朋哉 ）
2. 運命引き寄せの黄金律 [3:13]
（作詞：森田健 /作曲・編曲：MACHEE DEF）
3. Believe in myself～自分を信じる～[2:32]
（作詞：森田健 / 作曲：森田洋美 ）
4. 「ワンネス」メインテーマソング [7:09] (Instrumental)
5. Believe in myself～自分を信じる [2:32] (Instrumental)